# Le Pont de Bezons
Pour les articles homonymes, voir Bezons (homonymie).
Ne doit pas être confondu avec Pont de Bezons.
Le Pont de Bezons est un récit autobiographique de Jean Rolin paru le 20 août 2020 aux éditions P.O.L.

## Réception critique
Pour Le Monde le livre est « une formidable autobiographie itinérante » dans laquelle, pour Le Parisien, l'auteur « arpente les environs de la Seine, entre Melun et Mantes, sans passer par Paris » afin donner « un reportage original le long du fleuve, dans les banlieues d’Île-de-France » selon Le Figaro.
Le livre est retenu dans les premières sélections de nombreux prix littéraires dont le prix Goncourt, le prix Renaudot ou le prix du Livre Inter ainsi que dans les trois finalistes du prix Décembre. Il reçoit finalement le prix Joseph-Kessel en mai 2021.

## Éditions
- Éditions P.O.L, 2020  (ISBN 978-2-8180-4911-2)[8]